# Citroën Xanae
Der Citroën Xanae war ein Konzeptfahrzeug, das Citroën 1994 auf dem Pariser Autosalon präsentierte. Der Kompaktvan basierte auf dem zeitgenössischen Citroën ZX, jedoch war das Fahrgestell vergrößert worden. Der Xanae kann als Reaktion auf den 1991 vorgestellten Prototyp im gleichen Segment von Renault, dem Renault Scénic, gesehen werden.
1978 hatte PSA Peugeot-Citroen von Chrysler alle europäischen Marken, zusammengefasst als Chrysler Europe, übernommen und aus Simca zuerst Talbot-Simca und dann Talbot geschaffen. Als Nachfolgemodell des Talbot Rancho entwickelte Matra einen Prototyp als Großraumlimousine. PSA sah aber in der neuen Fahrzeuggattung nicht genügend Marktchancen und zudem war der Fortbestand der Marke Talbot unsicher. Das Konzept wurde daher an Renault verkauft und gelangte 1984 als Renault Espace zur Serienreife. Erst als sich der kommerzielle Erfolg erwies und der wachsende Marktanteil im Van-Segment verstetigte, schloss PSA 1988 mit Fiat einen Vertrag zur Entwicklung und zum Bau der Eurovans.
PSA wollte den gleichen Fehler nun nicht wiederholen und plante wie Renault einen Van im Kompaktsegment. Der Xanae stellte das Konzept vor und zeigte Details, die in dem ab 1999 gebauten Serienmodell Citroën Xsara Picasso eingesetzt wurden. Hervorstechend war dabei der niedrige Luftwiderstandsbeiwert trotz eines vollwertigen Vans mit 5 Sitzplätzen. Eine Besonderheit war die Panorama-Windschutzscheibe, die bis in das Dach hineinragte und den Blickwinkel erweiterte. Um Platz auf den vorderen Plätzen zu schaffen, hatte der Wagen eine Lenkradschaltung und der Handbremshebel war links unter dem Lenkrad angeordnet. Alle notwendigen Anzeigen für die Bedienung des Fahrzeuges, wie auch etwa des Radios, wurden auf zwei LCD-Bildschirmen angezeigt. Die Vordersitze konnten gedreht sowie alle Sitze umgeklappt werden. Die hinteren Sitze und die Beifahrersitzbank ließen sich herausnehmen, wodurch eine ebene Ladefläche entstand. Die hinteren Türen waren hinten angeschlagen.
Viel Wert wurde auf die Sicherheit gelegt. Neben Seitenaufprallschutz waren die Türen massiv verstärkt, da es keine B-Säule gab.
Die Entwicklung des Xanae dauerte nur 6 Monate und wurde von 30 Spezialisten aus verschiedenen Bereichen von PSA unter der Leitung von Luc Epron erledigt. Nach der großen positiven Resonanz auf dem Pariser Autosalon wurden die Entwicklung und der Bau eines Serienmodells beschlossen, was weitere 4 Jahre in Anspruch nahm.